# Jean-Pierre Grünfeld
Pour les articles homonymes, voir Grünfeld.
Jean-Pierre Grünfeld est un médecin néphrologue français. Il fut médecin de l'hôpital Necker-Enfants malades et professeur des Universités de l'université Paris Descartes (Paris V). Il est membre correspondant de l'Académie des sciences.
Il est l'auteur ou le coauteur de plus de 300 publications scientifiques.

## Plan cancer
En février 2009, le Pr Jean-Pierre Grünfeld a remis au Président Nicolas Sarkozy ses propositions pour donner un « nouvel élan » à la lutte contre le cancer, après les critiques formulées par la Cour des comptes et le Haut Conseil de la santé publique contre le Plan Cancer 2003-2007.

## AIRG-France
Jean-Pierre Grünfeld est le Président d'Honneur du Conseil Scientifique de l'AIRG-France (Association pour l'Information et la recherche sur les maladies Rénales Génétiques) dont il est l'un des fondateurs avec notamment le Dr Ginette Albouze et Ghislaine Vignaud.

## Ouvrages
- Médecine de la femme enceinte, de William M Barron, Marshall D Lindheimer, John M Davison, Jean-Pierre Grünfeld. Flammarion Médecine (4 janvier 1994).  (ISBN 2257102258)
- Cas cliniques en néphrologie-urologie, de Jean-Pierre Grünfeld et Bertrand Dufour. Flammarion Médecine (8 janvier 1992).  (ISBN 2257104676)